# Ercuis
Ercuis é uma comuna francesa na região administrativa de Altos da França, no departamento de Oise. Estende-se por uma área de 4,38 km². Em 2010 a comuna tinha 1 634 habitantes (densidade: 373,1 hab./km²).